# Wolfram Huschke (Musikwissenschaftler)
Wolfram Joachim Huschke (* 18. April 1946 in Weimar) ist ein deutscher Musikpädagoge und -wissenschaftler. Er ist emeritierter Professor für Musikdidaktik und war von 1993 bis 2001 Rektor der Hochschule für Musik Franz Liszt Weimar.

## Leben
Wolfram Huschke ist ein Nachfahre von Wilhelm Ernst Christian Huschke, der Hausarzt Johann Wolfgang Goethes war und Friedrich Schiller obduzierte. Wolfram Huschkes Eltern waren der Archivar Wolfgang Huschke und seine erste Ehefrau Eva geb. Pitschmann.
Huschke absolvierte ein Studium der Schulmusikerziehung an der Hochschule für Musik Franz Liszt Weimar. Von 1968 bis 1983 arbeitete er als Musiklehrer und Chorleiter an der Erweiterten Oberschule „Friedrich Schiller“ in Weimar. Parallel dazu hatte er ab 1972 einen Lehrauftrag an der Weimarer Musikhochschule. Er legte 1977 die Promotion A und 1988 die Promotion B, jeweils auf dem Gebiet Musikwissenschaft an der Martin-Luther-Universität Halle-Wittenberg, ab. 
Huschke leitete von 1982 bis 1987 den Jenaer Madrigalkreis und den Kammerchor der Jenaer Philharmonie. Ab 1982 lehrte er als wissenschaftlicher Oberassistent am Institut für Schulmusik der Hochschule für Musik Weimar, von 1989 bis 1997 war er Leiter des Instituts, von 1991 bis 1993 Dekan. 1993 wurde er zum Professor für Musikdidaktik berufen. Von 1993 bis 2001 war er Rektor der Franz-Liszt-Hochschule für Musik, zudem von 1995 bis 1997 Vorsitzender der Thüringer Landesrektorenkonferenz.
Huschke war in der DDR Mitglied der Blockpartei LDPD, ab 1990 der FDP. Er war von 1990 bis 1993 Präsident der Stadtverordnetenversammlung von Weimar.

## Forschungsschwerpunkte
Huschkes Forschungsschwerpunkte sind die Musikgeschichte Weimars sowie Leben und Werk von Franz Liszt. Ab 1990 war Huschke Vizepräsident, ab 2000 Präsident der Franz-Liszt-Gesellschaft in Weimar. Ab 2001 war er Leiter des Franz-Liszt-Zentrums an der Musikhochschule Weimar. Er war einer der maßgeblichen Koordinatoren des Thüringer Liszt-Jahres 2011. 
Huschke war zudem maßgeblich am 1993 erschienenen Nachschlagewerk Weimar. Lexikon zur Stadtgeschichte beteiligt. Seine 2006 veröffentlichte Chronik Zukunft Musik – Eine Geschichte der Hochschule für Musik Franz Liszt Weimar wurde von Günter Knoblauch und Roland Mey scharf kritisiert, weil sie weder die Kooperation der Weimarer Musikhochschule mit dem Ministerium für Staatssicherheit behandelt noch die alltägliche politische Einflussnahme und Repression gegen Kritiker des SED-Systems erwähnt.

## Ehrungen
2005 wurde ihm das Bundesverdienstkreuz am Bande verliehen. 2012 wurde er Ehrensenator der Musikhochschule Franz Liszt Weimar. 2014 erfolgte die Verleihung des Verdienstordens des Freistaates Thüringen.

## Veröffentlichungen (Auswahl)
- Musik im klassischen und nachklassischen Weimar, 1756–1861. Böhlau, Weimar 1982.
- Schiller-Vertonungen im frühen 19. Jahrhundert. Deutsche Schillergesellschaft, Marbach am Neckar 1993.
- Herausgeberschaft mit Gitta Günther, Walter Steiner: Weimar. Lexikon zur Stadtgeschichte. 2. Aufl. Böhlau, Weimar 1998 [1993].
- Herausgeberschaft: Von jener Glut beseelt. Geschichte der Staatskapelle Weimar. Glaux, Jena 2002.
- Zukunft Musik. Eine Geschichte der Hochschule für Musik Franz Liszt Weimar. Böhlau Verlag, Wien/Köln/Weimar 2006, ISBN 3-412-30905-2.
- Franz Liszt. Wirken und Wirkungen in Weimar. Weimarer Verlags-Gesellschaft, Weimar 2010, ISBN 978-3-941830-11-0.
- Musikort Weimar. Begegnungen von Luther bis Liszt. Böhlau Verlag, Wien/Köln/Weimar 2017, ISBN 978-3-412-50736-7.